# The Creep
The Creep — ограниченная серия комиксов в жанре детектива, состоящая из 5 выпусков, которую в 2012 году издавала компания Dark Horse Comics.

## Синопсис
Действие происходит в Нью-Йорке 1980-х годов. Мать застрелившегося мальчика обращается к своему бывшему возлюбленному, который работает частным детективом и страдает акромегалией. Оксель Карнхус берётся за дело.

### Выпуски
| № | Дата выхода      | Оценка на Comic Book Roundup    |
| - | ---------------- | ------------------------------- |
| 0 | 8 августа 2012   | 8,6 из 10 на основе 11 рецензий |
| 1 | 12 сентября 2012 | 7,9 из 10 на основе 9 рецензий  |
| 2 | 10 октября 2012  | 8,6 из 10 на основе 5 рецензий  |
| 3 | 14 ноября 2012   | 7,7 из 10 на основе 3 рецензий  |
| 4 | 12 декабря 2012  | 9,3 из 10 на основе 2 рецензий  |

### Сборники
| Название  | Тип              | Дата выхода    | Собранный материал | Кол-во страниц | ISBN                       |
| --------- | ---------------- | -------------- | ------------------ | -------------- | -------------------------- |
| The Creep | Твёрдый переплёт | 24 апреля 2013 | The Creep #0-4     | 136            | 978-1616550615, 1616550619 |
| The Creep | Мягкая обложка   | 6 июля 2022    | The Creep #0-4     | 96             | 978-1534322264, 1534322264 |

## Реакция

### Отзывы критиков
На сайте Comic Book Roundup серия имеет оценку 8,4 из 10 на основе 30 рецензий. Джои Эспозито из IGN дал первому выпуску 8,5 балла из 10 и посчитал, что перед его чтением необходимо ознакомиться с нулевым выпуском. Рецензент из Comic Vine оценил первый выпуск в 5 звёзд из 5 и похвалил художника. Ванесса Габриэль из Newsarama поставила первому выпуску 6 баллов из 10 и назвала его «медленной, но продуманной историей».

### Продажи
Ниже представлен график продаж комикса за первый месяц выпуска на территории Северной Америки.